# Elizabeth Gertrude Britton

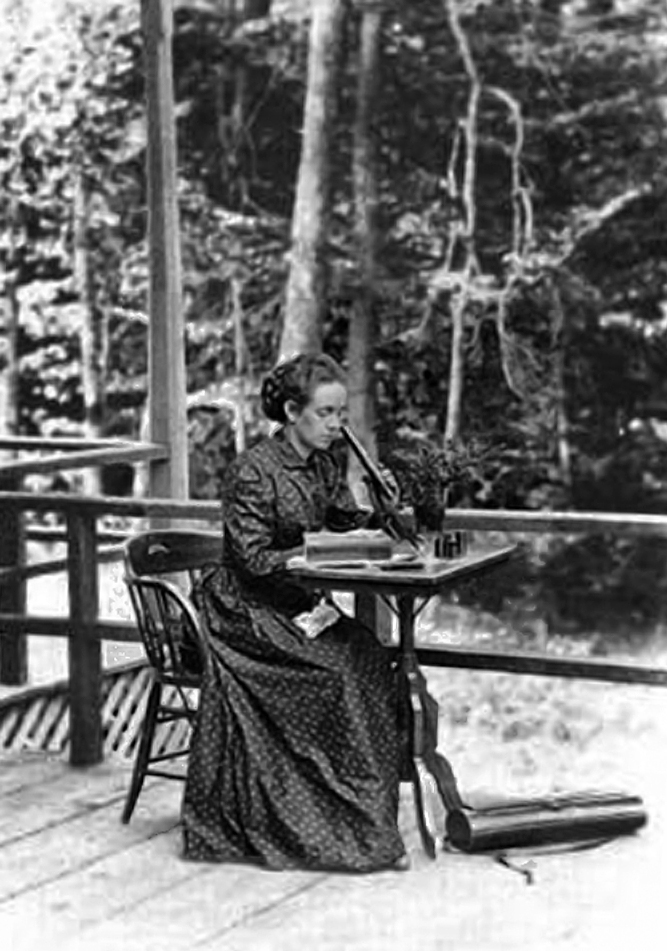
Elisabeth Gertrude Knigth de Britton (1886)

Elisabeth Gertrude Knigth de Britton (Nueva York, 9 de enero de 1858-Bronx, 25 de febrero de 1934) fue una brióloga, botánica, curadora, pteridóloga, y escritora estadounidense, que contribuyó al conocimiento de la briología.

## Trayectoria
Elizabeth Knight creció en Cuba, donde su familia tenía una plantación de azúcar. Asistió a colegios en Cuba y en Nueva York; y en 1875 se graduó en la Escuela Normal. Durante 10 años trabajó en ese mismo centro, y durante ese período construyó una reputación como botánica afiatada. Hacia 1883 se especializó en briología, publicando su primer artículo en ese campo.
En agosto de 1885 se casó con Nathaniel L. Britton, geólogo. Nathaniel pronto se volvió hacia la botánica, haciendo conjuntamente con ella, varios viajes de recolecciones de campo en las Indias Occidentales.
Entre 1886 a 1888 fue editora del "Bulletin of the Torrey Botanical Club", del que fue miembro desde 1879. Con la ayuda prestada por el Club y de otras personas interesadas, el matrimonio lideró la creación de un jardín botánico en Nueva York. El New York Botanical Garden se completó en 1891, y en 1896 Nathaniel Britton fue el primer director de la institución. El herbario de Columbia le fue transferido en 1899, y Elisabeth tomó a su cargo, de hecho no oficial, la colección de briófitas del Departamento de botánica de Columbia, y poco a poco fue construyendo una impresionante colección, además con el aumento de la compra de los ya recogidos por el suizo August Jaeger, en 1893. En 1912 se le otorgó el cargo de miembro honoraria.

### Otras actividades
Desarrolló en paralelo otras actividades. Así, en 1902 fundó la 'Wild Flower Preservation Society of America', sociedad estadounidense para la preservación de la flora salvaje, de la que fue en diferentes periodos secretaria y tesorera. A través de esa sociedad, y de diversas publicaciones, lideró movimientos que lograron salvar diferentes floras en peligro a lo largo de los Estados Unidos. De 1916 a 1919 fue presidenta de Sullivan Moss Society, que ayudara a fundar en 1898 y que en 1949 pasó a pertenecer a la American Bryological Society. Publicó 346 artículos científicos entre 1881 y 1930, y tiene 15 especies y un género de briófitas (Bryobrittonia) que llevan su nombre.

## Algunas publicaciones
- elizabeth gertrude Britton, alexandrina Taylor. 1902. The life history of Vittaria lineata. Volumen 8, Número 3 de Memoirs of the Torrey Botanical Club. 27 pp.

- ------------------------------. 1896. The umbrella mosses. Editor E.F. Bigelow, 645 pp.

## Honores

### Epónimos
Género de musgo
- Bryobrittonia

Especies
- Dryopteris brittonae Sloss.
- Goniopteris brittonae (Sloss.) Ching
- Thelypteris brittonae (Sloss.) Alain

Orquídea
- Ponthieva brittonae Ames[3]

- La abreviatura «E.Britton» se emplea para indicar a Elizabeth Gertrude Britton como autoridad en la descripción y clasificación científica de los vegetales.[4]